# Raffaele Sansone
Raffaele Sansone (20. září 1910 Montevideo, Uruguay – 11. září 1994 Bologna, Itálie) byl uruguaysko-italský fotbalový záložník i trenér.
Fotbalovou kariéru začal v rodném městě Montevideo za klub Central. Zde byl do roku 1931, kdy přestoupil na krátkou dobu do Peñarolu. Ale sezonu 1931/32 již zahájil v italském klubu Bologna, kde zůstal s výjimkou jedné sezony 12 let. S klubem získal čtyři tituly (1935/36, 1936/37, 1938/39, 1940/41) a dvě výhry ve Středoevropském poháru (1932, 1934). Kariéru ukončil v Neapoli v roce 1946.
Za reprezentaci odehrál 3 utkání. Byl jen u jednoho mezinárodního turnaje o MP 1931-1932.
Po fotbalové kariéře se stal trenérem, bez velkých úspěchů. Pracoval také jako pozorovatel talentů pro Rossoblu.

## Hráčská statistika
| Sezóna  | Klub    | Liga      | Liga   | Liga | Ligové poháry | Ligové poháry | Ligové poháry | Kontinentální poháry | Kontinentální poháry | Kontinentální poháry | Celkem | Celkem |
| Sezóna  | Klub    | Soutěž    | Zápasy | Góly | Soutěž        | Zápasy        | Góly          | Soutěž               | Zápasy               | Góly                 | Zápasy | Góly   |
| ------- | ------- | --------- | ------ | ---- | ------------- | ------------- | ------------- | -------------------- | -------------------- | -------------------- | ------ | ------ |
| 1931/32 | Bologna | Serie A   | 25     | 4    | -             | 0             | 0             | Stř.P                | 4                    | 1                    | 29     | 5      |
| 1932/33 | Bologna | Serie A   | 27     | 5    | -             | 0             | 0             | -                    | 0                    | 0                    | 27     | 5      |
| 1934/35 | Bologna | Serie A   | 24     | 3    | -             | 0             | 0             | Stř.P                | 2                    | 0                    | 26     | 3      |
| 1935/36 | Bologna | Serie A   | 27     | 8    | IP            | 2             | 0             | Stř.P                | 2                    | 0                    | 31     | 8      |
| 1936/37 | Bologna | Serie A   | 29     | 3    | IP            | 1             | 0             | Stř.P                | 2                    | 0                    | 32     | 3      |
| 1937/38 | Bologna | Serie A   | 29     | 3    | IP            | 3             | 1             | -                    | 0                    | 0                    | 32     | 4      |
| 1938/39 | Bologna | Serie A   | 27     | 6    | IP            | 1             | 0             | Stř.P                | 4                    | 1                    | 32     | 7      |
| 1939/40 | Bologna | Serie A   | 30     | 2    | IP            | 2             | 0             | -                    | 0                    | 0                    | 32     | 2      |
| 1940/41 | Bologna | Serie A   | 22     | 2    | IP            | 3             | 0             | -                    | 0                    | 0                    | 25     | 2      |
| 1941/42 | Bologna | Serie A   | 23     | 3    | IP            | 3             | 1             | -                    | 0                    | 0                    | 26     | 4      |
| 1942/43 | Bologna | Serie A   | 19     | 2    | IP            | 3             | 1             | -                    | 0                    | 0                    | 22     | 3      |
| 1944    | Bologna | 1. divize | 9      | 0    | -             | 0             | 0             | -                    | 0                    | 0                    | 9      | 0      |
| 1945/46 | Neapol  | 1. divize | 1      | 0    | -             | 0             | 0             | -                    | 0                    | 0                    | 1      | 0      |
| Celkově | Celkově | Celkově   | 292    | 41   | -             | 18            | 3             | -                    | 14                   | 2                    | 324    | 46     |

## Hráčské úspěchy

### Klubové
- 4× vítěz italské ligy (1935/36, 1936/37, 1938/39, 1940/41)
- 2× vítěz středoevropského poháru (1932, 1934)

### Reprezentační
- 1x na MP (1931–1932 – stříbro)